# 133° westerlengte
133° westerlengte is een lengtegraad, onderdeel van geografische positieaanduiding in bolcoördinaten. De lijn loopt vanaf de Noordpool naar de Noordelijke IJszee, Noord-Amerika, de Grote Oceaan, de Zuidelijke Oceaan en Antarctica naar de Zuidpool.
De meridiaan 133° westerlengte vormt een  grootcirkel met de meridiaan 47° oosterlengte. De meridiaanlijn begint bij de Noordpool en eindigt bij de Zuidpool. De meridiaan 133° westerlengte gaat door de volgende landen, gebieden of zeeën. 
| Land, gebied of zee | Nauwkeurigere gegevens |
| ------------------- | --- |
| Noordelijke IJszee  | |
| Beaufortzee         | |
| Canada              | Northwest Territories, Yukon, British Columbia                                                                                      |
| Verenigde Staten    | Alaska - Alaska Panhandle, Kupreanof Island, Woewodski Island, Zarembo Island, Thorne Island, Prince of Wales Island en Dall Island |
| Grote Oceaan        | |
| Canada              | British Columbia - Langara Island, Graham Island en Hippa Island                                                                    |
| Grote Oceaan        | |
| Zuidelijke Oceaan   | |
| Antarctica          | Niet-toegeëigend gebied in Antarctica                                                                                               |